# ایزابلا اوچیچی
ایزابلا اوچیچی (انگلیسی: Isabella Ochichi؛ زادهٔ ۲۸ اکتبر ۱۹۷۹) دونده ماراتن، دونده دو استقامت، و ورزشکار دو و میدانی اهل کنیا است.